# Alpine A521
Chronologie des modèles (2021)
Renault R.S.20 Alpine A522
L'Alpine A521 est la monoplace de Formule 1 engagée par l'écurie française Alpine F1 Team dans le cadre de la saison 2021 du championnat du monde de Formule 1.

## Historique
Pour la première saison sous l'appellation Alpine, l'écurie a pour pilotes le double champion du monde de Formule 1 Fernando Alonso et Esteban Ocon. Le 11 janvier, Laurent Rossi, ancien directeur de la stratégie et business développement du Groupe Renault, devient directeur général tandis que Cyril Abiteboul quitte Renault. Le 17 janvier, Davide Brivio, ancien directeur de Suzuki en MotoGP rejoint Alpine au poste de directeur sportif.

## Présentation
Le 2 mars 2021, la A521, simple évolution de la Renault R.S.20 qui a couru le championnat 2020, est présentée dans une livrée bleu électrique, couleur de la berlinette Alpine A110 championne du monde des rallyes en 1973. Elle comporte également des éléments de rouge et de blanc, les couleurs des drapeaux français et britannique. Le nom du modèle fait référence au prototype Alpine A500 mis en piste pour des essais avec un moteur turbocompressé avant les débuts de Renault en Formule 1 en 1977. 
À l'occasion de cette présentation, le PDG de Renault Luca de Meo déclare : « Nous sommes en Formule 1 à long terme. Et nous sommes là pour gagner. Nous utiliserons tous les moyens nécessaires pour être les meilleurs. Allez les Bleus! »

## Moteur
| Caractéristique | Valeur                         |
| --------------- | ------------------------------ |
| Nom             | Renault E-Tech RE20-B          |
| Type            | V6 à 90°                       |
| Disposition     | Longitudinale centrale arrière |
| Soupapes        | 24                             |
| Cylindrée       | 1600 cm³                       |
| Alésage         | 80 mm                          |
| Alimentation    | Injection directe              |
| Suralimentation | Turbo                          |
| Puissance       | 914 ch                         |

## Résultats en championnat du monde de Formule 1
| Saison | Écurie         | Moteur                             | Pneus   | Pilotes         | Courses | Courses | Courses | Courses | Courses | Courses | Courses | Courses | Courses | Courses | Courses | Courses | Courses | Courses | Courses | Courses | Courses | Courses | Courses | Courses | Courses | Courses | Points inscrits | Classement |
| Saison | Écurie         | Moteur                             | Pneus   | Pilotes         | 1       | 2       | 3       | 4       | 5       | 6       | 7       | 8       | 9       | 10      | 11      | 12      | 13      | 14      | 15      | 16      | 17      | 18      | 19      | 20      | 21      | 22      | Points inscrits | Classement |
| ------ | -------------- | ---------------------------------- | ------- | --------------- | ------- | ------- | ------- | ------- | ------- | ------- | ------- | ------- | ------- | ------- | ------- | ------- | ------- | ------- | ------- | ------- | ------- | ------- | ------- | ------- | ------- | ------- | --------------- | ---------- |
| 2021   | Alpine F1 Team | Renault E Tech 21 V6 turbo hybride | Pirelli |                 | BAH     | EMI     | POR     | ESP     | MON     | AZE     | FRA     | STY     | AUT     | GBR     | HON     | BEL     | P-B     | ITA     | RUS     | TUR     | USA     | MEX     | BRE     | QAT     | SAU     | ABU     | 155             | 5e         |
| 2021   | Alpine F1 Team | Renault E Tech 21 V6 turbo hybride | Pirelli | Fernando Alonso | Abd.    | 10e     | 8e      | 17e     | 13e     | 6e      | 8e      | 9e      | 10e     | 7e      | 4e      | 11e     | 6e      | 8e      | 6e      | 16e     | Abd.    | 9e      | 9e      | 3e      | 13e     | 8e      | 155             | 5e         |
| 2021   | Alpine F1 Team | Renault E Tech 21 V6 turbo hybride | Pirelli | Esteban Ocon    | 13e     | 9e      | 7e      | 9e      | 9e      | Abd.    | 14e     | 14e     | Abd.    | 9e      | 1er     | 7e      | 9e      | 10e     | 14e     | 10e     | Abd.    | 13e     | 8e      | 5e      | 4e      | 9e      | 155             | 5e         |

Légende : ici 
- *Le pilote n'a pas terminé la course mais est classé pour avoir parcouru 90% de la distance prévue.